# 希诺夫斯卡洞

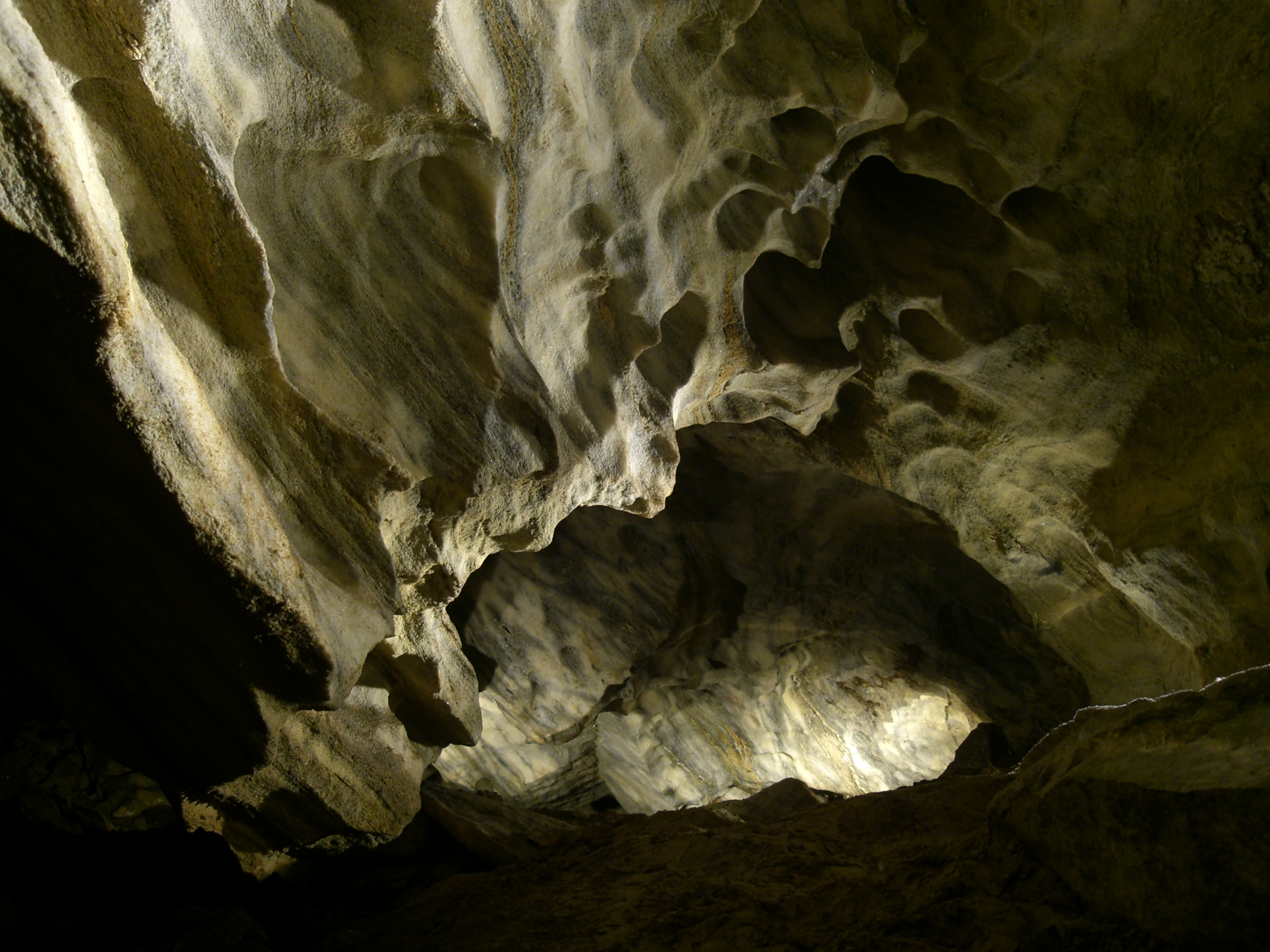

希诺夫斯卡洞（Chýnovská jeskyně）是一座位于捷克南波希米亚州北部的溶洞，希诺夫城以北。它是波希米亚第一座可供参观的溶洞。

## 历史
从15世纪开始在希诺夫有石灰窑，从1747年开始在山里开采石灰岩。
1863年一名石匠的锥子不小心掉进了一条裂缝，从而发现了这座溶洞。人们造了一道石阶通到溶洞。从此后可以进入溶洞。从1868年开始希诺夫斯卡洞开放。
希诺夫斯卡洞最高处高42米，可参观的长度为220米。洞壁由白色、黄色和浅棕色的大理石以及深色的角閃岩组成。